# Gabriel Boștină
Gabriel Boștină (n. 22 mai 1977, Gura Văii, Mehedinți) este un fost fotbalist român, care a jucat pe postul de mijlocaș stânga, dar și central. Se remarca prin tehnică și prin pase decisive, centrări și execuții exacte ale cornerelor. Este cunoscut pentru activitatea de la FC Steaua București, echipă la care a obținut două titluri de campion, o supercupă, o calificare în semifinalele Cupei UEFA și trei calificări consecutive în Liga Campionilor. În septembrie 2007 a urmat transferul la rivala Dinamo București. Ultima echipă pentru care a jucat a fost Universitatea Cluj, fiind căpitanul acesteia și ocupând între timp și funcția de vicepreședinte al echipei.
În perioada 2005-2006 a jucat și pentru Echipa națională a României, în meciurile cu Coasta de Fildeș, Nigeria, Uruguay și Irlanda de Nord

## Cariera

### Cimentul Fieni și Oțelul Galați (1998-2002)
Gabriel Boștină s-a născut în localitatea Gura Văii, județul Mehedinți la data de 25 mai 1977. A făcut parte dintr-o generație de fotbaliști severineni care i-a dat, printre alții, pe Mirel Rădoi, Flavius Stoican, Florin Șoavă și Dorel Stoica. A început fotbalul ca profesionist la echipa de liga a treia, Severnav Turnu Severin în sezonul 1997-1998, pentru ca, în sezonul următor să se transfere la Cimentul Fieni, unde în urma evoluțiilor bune, este observat de președintele clubului Oțelul Galați, Mihai Stoica. Semnează cu gruparea gălățeană în anul 1999 unde în scurt timp își câștigă locul de titular, sub comanda lui Dumitru Dumitriu, jucând în 33 de partide din sezonul 1999-2000.

### Steaua București (2002–2007)
În 2002, odată cu numirea lui Mihai Stoica în funcția de manager general al clubului Steaua București, Gabriel Boștină este adus și el la clubul bucureștean. Evoluțiile sale au fost foarte bune în prima parte a carierei, impresionând spectatorii prin tehnica sa foarte bună și pasele exacte. Până și patronul echipei, George Becali a fost încântat de acesta declarând ca Boștină e mai bun decât Ronaldinho! după meciul Steaua București - RC Lens (Franța), scor 4:0. Primul gol pentru Steaua l-a marcat într-un meci cu Dinamo, în deplasare, câștigat de steliști cu scorul de 4-2. A marcat un gol în preliminariile Cl cu ND Gorica. În turul sezonului 2003-2004 a marcat în meciurile cu FC Brașov, Ceahlăul și Gloria Bistrița. Printre golurile marcate în 2006 se numără golul de 2 la 0 cu Valerenga, meci încheiat cu scorul de 3-1, golul cu Pandurii în deplasare, scor 2-1 și golul superb din meciul cu FC Vaslui.
Sub comanda lui Walter Zenga joacă în 24 de meciuri. Oleg Protasov, l-a folosit în toate cele 15 meciuri din tur, în care a marcat 4 goluri și a oferit 3 pase decisive. În toate sezoanele petrecute la Steaua, Boștină a jucat în total în 117 meciuri, în care a marcat 17 goluri.
Gabriel Boștină intră însă în dizgrația patronului după meciul Middlesbrough - Steaua București, scor 4:2, când este criticat public și acuzat că duce o viață extrasportivă anormală, petrecându-și nopțile prin cluburi alături de portarul Carlos Fernandes.

### Dinamo București (2007–2010)
În septembrie 2007 a semnat un contract pentru trei sezoane cu Dinamo București, fiind transferat pe suma de 90.000 de euro. A debutat pentru Dinamo într-un meci cu Poli Iași. A intrat în meciul cu Timișoara din mai 2010 pe postul de fundaș stânga. În 2010, odată cu expirarea înțelegerii, Boștină a părăsit pe Dinamo și s-a alăturat nou-promovatei în Liga I, U Cluj. Gol în șaisprezecimile Cupei României. A jucat în meciul cunoscut sub numele de „Minunea de la Liberec”. În următorii 2 ani și jumătate nu a mai marcat pentru câinii roșii, dar o oferit în schimb pase decisive.
În sezonul 2009-2010, Boștină a jucat 38 de meciuri, marcând 2 goluri, cu Universitatea Craiova și CFR Cluj.

### U Cluj (2010–2012)
Fiind primul jucător adus de Walter când a preluat U Cluj. Exclus din lot. În meciul Astra - U Cluj a încasat un cartonaș roșu pentru o intrare dură la Takayuki Seto. A luat roșu cu Sportul. 3-0, meciul cu Gaz Metan Mediaș, în Liga I.
Urma să ajungă la FC Drobeta-Turnu Severin, echipă la care s-a antrenat, dar s-a luxat la umăr, accidentare în urma căreia s-a retras din activitate.

## La echipa națională
A fost selecționat de Anghel Iordănescu în noiembrie 2006.
Gabriel Boștină a debutat la echipa națională de fotbal a României la data de 12 noiembrie 2005 în "amicalul" Coasta de Fildeș - România, scor 2:1. În total a jucat în 4 meciuri pentru Tricolori, ultimul, împotriva Irlandei de Nord în cadrul turneului de pregătire din Statele Unite ale Americii.

## După retragere
După ce s-a retras, a investit într-o cafenea din Drobeta-Turnu Severin. În 2017, s-a implicat în conducerea și pregătirea echipei de ligă județeană Viitorul Șimian, care în 2017–2018 a ieșit campioană a județului Mehedinți, dar nu a reușit să promoveze în Liga a III-a, fiind învinsă de ACS Dumbrăvița la baraj.

## Statistică și stil de joc
Până la 26 de ani, era, consform spuselor sale, mai firav și nu obișnuia să facă faza defensivă. Era stângaci.
A contabilizat 38 de meciuri în Cupa UEFA, în care a marcat de două ori, și 12 meciuri în UEFA Champions League, în care a marcat o singură dată. 40 dintre acestea le-a jucat pentru Steaua.
| Sezonul   | Clubul           | Jocuri | Goluri marcate |
| --------- | ---------------- | ------ | -------------- |
| 1998-1999 | Cimentul Fieni   | 30     | 9              |
| 1999-2000 | Oțelul Galați    | 33     | 1              |
| 2000-2001 | Oțelul Galați    | 22     | 0              |
| 2001-2002 | Oțelul Galați    | 27     | 1              |
| 2002-2003 | Steaua București | 22     | 4              |
| 2003-2004 | Steaua București | 18     | 3              |
| 2004-2005 | Steaua București | 26     | 5              |
| 2005-2006 | Steaua București | 27     | 4              |
| 2006-2007 | Steaua București | 23     | 1              |
| 2007-2008 | Steaua București | 8      | 0              |
| 2007-2008 | Dinamo București | 20     | 0              |
| 2008-2009 | Dinamo București | 26     | 0              |
| 2009-2010 | Dinamo București | 27     | 2              |
| 2010-2011 | U Cluj           | 28     | 4              |
| 2011-2012 | U Cluj           | 15     | 1              |

| Sezonul   | Comp.            | Jocuri | Goluri marcate |
| --------- | ---------------- | ------ | -------------- |
| 2003-2004 | Cupa UEFA        | 6      | 0              |
| 2004-2005 | Cupa UEFA        | 10     | 0              |
| 2005-2006 | Liga Campionilor | 4      | 0              |
| 2005-2006 | Cupa UEFA        | 12     | 1              |
| 2006-2007 | Liga Campionilor | 8      | 1              |
| 2006-2007 | Cupa UEFA        | 2      | 0              |
| 2008-2009 | Cupa UEFA        | 2      | 0              |
| 2009-2010 | Liga Europa      | 6      | 0              |

## După retragere
Colegul său de la Steaua, Nana Falemi, a declarat că era un băiat mai retras, educat, îi plăcea să citească. Dă rar interviuri. Vorbește mai mult de cinci limbi străine. A obținut licența „B” UEFA pentru antrenori. Și-a deschis o cafenea în orașul său natal, Drobeta Turnu Severin, intitulată „Barcelona”. Este căsătorit cu și are un fiu.